# イーゼンブルク伯領

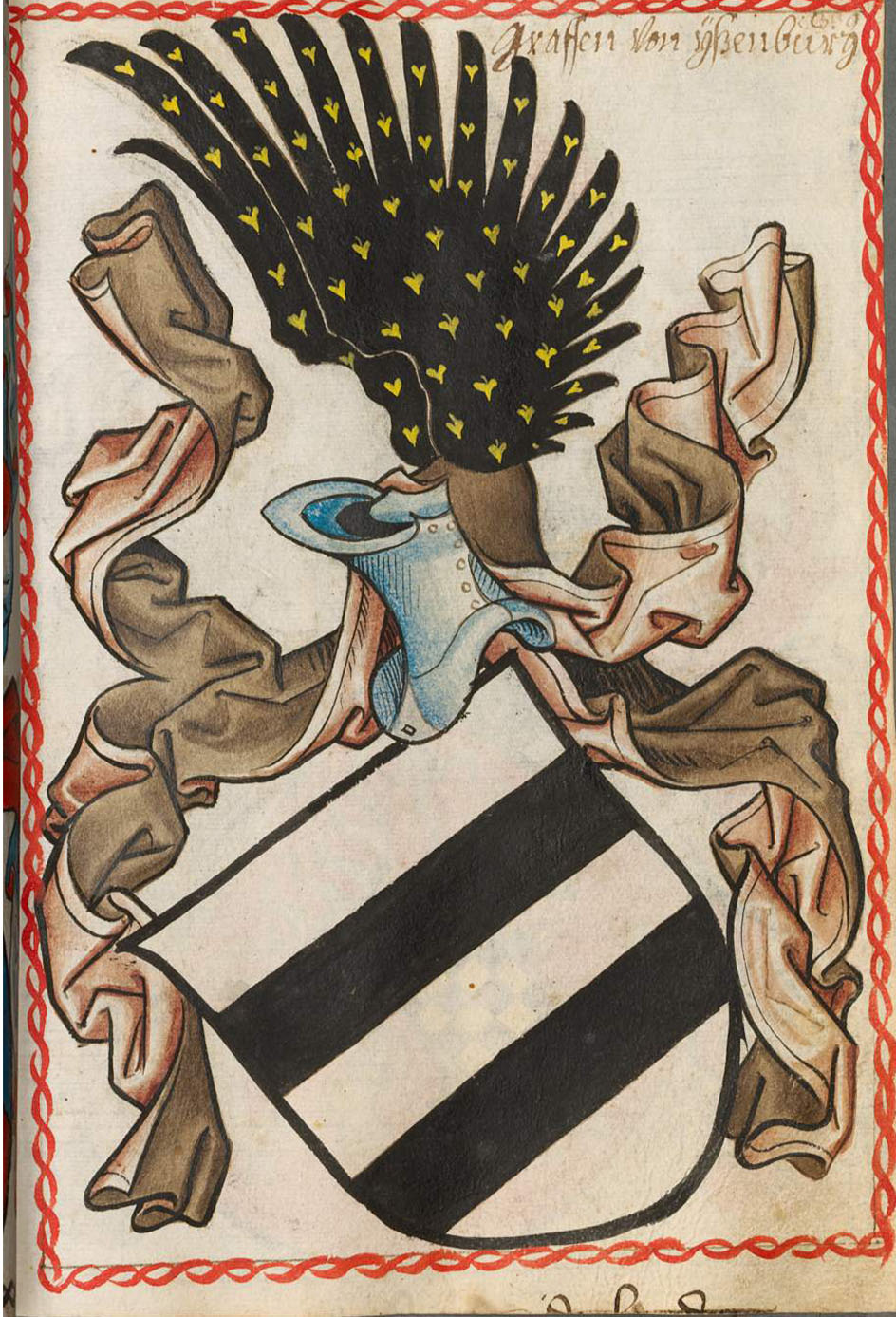
15世紀後半のイーゼンブルク伯の紋章

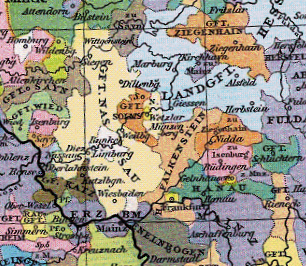
イーゼンブルク伯領（右側赤色）およびニーダーイーゼンブルク伯領（左側真ん中赤色）、1400年頃

イーゼンブルク伯領（Grafschaft Isenburg）は、神聖ローマ帝国の帝国伯領の1つ。イーゼンブルク家（Haus Isenburg）が領主として治めた。同家はイーゼンブルク城（Isenburg、現在のラインラント＝プファルツ州ノイヴィート郡）を名字の地とする。18世紀には、伯爵領は現在のヘッセン州カッセル行政管区およびダルムシュタット行政管区に広がっていた。19世紀以降は陪臣化され、シュタンデスヘル家門となった。

## 歴史
イーゼンブルク家の先祖は、ライン渓谷中流上部およびヴェスターヴァルト地方（Westerwald）に住む自由騎士（Edelfrei）であった。史料で裏付けられる同家の最初の居館は、ロマースドルフ（Rommersdorf、現在のノイヴィート市ハインバッハ＝ヴァイス(Heimbach-Weis)）にあった。1100年頃、同家はザイン川（Sayn）河畔とイザーバッハ（Iserbach）の所領を入手してイーゼンブルク城を建築、これらをイーゼンブルク騎士領（Herren von Isenburg）と称した。当主たちは12世紀末までに、結婚を通じてアルンシュタイン伯領（Grafen von Arnstein）やコーベルン（Kobern-Gondorf）を相続した。
イーゼンブルク家では12世紀より家系の分裂が始まった。1210年には、すでに4つないし5つの系統に分裂していた。新しい分家が創設されたびに、所領は細かく分割された。同じく、新しい分家が出来るたびに新しい城も建築された。
- 1179年 - 1210年　ブラウンスベルク城（Burg Braunsberg）、アンハウゼン（Anhausen）郊外
- 1194年　コーベルン城（Niederburg Kobern）、モーゼル川河畔
- 1213年　グレンツァウ城（Burg Grenzau）、ヘール＝グレンツハウゼン（Höhr-Grenzhausen）郊外
- 1258年/1259年　アーレンフェルス城（Schloss Arenfels）、バート・ヘニンゲン（Bad Hönningen）郊外[1]

イーゼンブルク家は最初期の分裂に際し、大きく分けてブラウンスベルク系、リンブルク系、ケンペニヒ系の3つに分裂した。ケンペニヒ系は最も早い1424年に断絶した。現在も続くイーゼンブルク家諸家は、リンブルク系の流れを汲んでいる。
ブラウンスベルク系は13世紀にヴィート伯領（Grafschaft Wied)）の半分を相続し、14世紀には伯領の残り半分も獲得して新しいヴィート伯家を創設し、この伯家は15世紀半ばまで続いた。ブラウンスベルク系は1664年、イーゼンブルク＝グレンツァウ伯爵家の断絶により男系が途絶え、その遺領はヴァルダードルフ家（Walderdorff）とヴィート＝ノイヴィート家の共同管理地域（Kondominium）とされた。
リンブルク系の諸系統の中で15世紀末まで続いていたのは、ビューディンゲン（Büdingen）を本拠とする家系のみとなっていた。この家系も1511年にはロンネブルク城（Burg Ronneburg）城主系統とビルシュタイン城（Schloss Birstein）の城主系統に分かれた。前者は1601年に断絶し、後者は1628年から1631年にかけてビューデンゲン系統とオッフェンバッハ系統に分かれた。
1744年、嫡長子系のイーゼンブルク＝ビルシュタイン伯ヴォルフガング・エルンストは神聖ローマ皇帝カール7世より帝国諸侯（フュルスト）に列せられた。
1806年、イーゼンブルク＝ビルシュタイン侯領は他系統のイーゼンブルク諸家領を併合し、ライン連邦に参加した。イーゼンブルク侯領は1815年のライン連邦の崩壊とともにオーストリア帝国に占領された。翌1816年には改めて、イーゼンブルク侯領の大部分はヘッセン大公国に、わずかな部分はヘッセン選帝侯国に併合された。ヘッセン家の統治者はこのとき以後、「イーゼンブルク侯（"Fürst zu Isenburg"）」の称号をその統治者称号に加えた。ヘッセン大公国では、イーゼンブルク諸家の旧領はビューディンゲン郡（Landratsbezirk Büdingen）という単一の行政単位にまとめられた。
イーゼンブルク＝ビューディンゲン家は1840年に、イーゼンブルク＝ヴェヒタースバッハ家は1865年にそれぞれヘッセン大公家より侯（フュルスト）の称号を授けられた。イーゼンブルク＝ビューディンゲン家は侯位を授けられた際、家名の中の「イーゼンブルク」の綴りを「Isenburg」から「Ysenburg」に変更している。なお、1936年にイーゼンブルク＝ヴェヒタースバッハ家の家長が子供のいないイーゼンブルク＝ビューディンゲン家の家長と養子縁組し、その継嗣となったことにより、両家は実質的に一本化されている。
また、イーゼンブルク＝ビルシュタイン侯爵家は1913年、家名を「(Fürst) zu Isenburg und Büdingen」から「(Fürst) von Isenburg」に変更し、単にイーゼンブルク侯爵家とだけ名乗っている。イーゼンブルク家諸家で現存する系統は、ビューディンゲン系とヴェヒタースバッハ系（実質的には一本化）、ビルシュタイン系の3系統のみとなる。

## イーゼンブルク家の諸家
- イーゼンブルク（Isenburg）[3]：1137年分裂
  - イーゼンブルク＝ブラウンスベルク（Isenburg-Braunsberg）：1210年頃に分裂
    - イーゼンブルク＝ヴィート（Isenburg-Wied）：1454年断絶、ルンケル家（Haus Runkel）が遺領相続
    - ニーダーイーゼンブルク（Nieder-Isenburg）：1502年分裂
      - イーゼンブルク＝グレンツァウ（Isenburg-Grenzau）：1664年断絶
      - イーゼンブルク＝ノイマーゲン（Isenburg-Neumagen）：1554年断絶、ザイン伯家が遺領相続

  - イーゼンブルク＝ケンペニヒ（Isenburg-Kempenich）：1197年創設、1424年断絶
  - イーゼンブルク＝リンブルク（Isenburg-Limburg）：1137年創設、1146年分裂
    - イーゼンブルク＝コヴェルン（Isenburg-Covern）：1260年断絶
    - イーゼンブルク＝グレンツァウ（Isenburg-Grenzau）：1287年分裂
      - イーゼンブルク＝アーレンフェルス（Isenburg-Arenfels）：1371年断絶、イーゼンブルク＝ヴィート系統が遺領相続
      - イーゼンブルク＝クレーベルク（Isenburg-Cleberg）：1340年分裂
        - イーゼンブルク＝グレンツァウ（Isenburg-Grenzau）：1439年断絶
        - イーゼンブルク＝ビューディンゲン（Isenburg-Büdingen）：1442年に帝国伯に陞爵、1511年分裂
          - イーゼンブルク＝ロンネブルク（Isenburg-Ronneburg）：1601年断絶
          - イーゼンブルク＝ビルシュタイン（Isenburg-Birstein）：1628/1633年分裂
            - イーゼンブルク＝ビューディンゲン（Isenburg-Büdingen）：1685年分裂
              - イーゼンブルク＝ビューディンゲン（Isenburg-Büdingen）：1840年に侯爵に陞爵
              - イーゼンブルク＝ヴェヒタースバッハ（Isenburg-Wächtersbach）：1865年に侯爵に陞爵（1936年、養子縁組によりビューディンゲン家と統合）
              - イーゼンブルク＝メーアホルツ（Isenburg-Meerholz）：1929年断絶
              - イーゼンブルク＝マリエンボルン（Isenburg-Marienborn）：1725年断絶

            - イーゼンブルク＝オッフェンバッハ（Isenburg-Offenbach）：1685年分裂
              - イーゼンブルク＝ビルシュタイン（Isenburg-Birstein）：1744年に侯爵に陞爵、1913年よりイーゼンブルク（Isenburg）に改名
              - イーゼンブルク＝フィリップスアイヒ（Isenburg-Philippseich）：1920年断絶（貴賤結婚の子孫のみ存続）

## 歴代当主
現在も続くイーゼンブルク（＝ビルシュタイン）侯爵家およびイーゼンブルク＝ビューディンゲン侯爵家の歴代当主を挙げる。両家の共通の先祖はイーゼンブルク＝ビューディンゲン伯ヴォルフガング・エルンスト1世（1560年 - 1633年）であり、前者の始祖はその長男ヴォルフガング・ハインリヒ、後者の始祖は八男ヨハン・エルンストである。

### イーゼンブルク＝ビルシュタイン家
イーゼンブルク・ウント・ビューディンゲン・イン・オッフェンバッハ伯
- 1633年 - 1635年　ヴォルフガング・ハインリヒ（Wolfgang Heinrich）
- 1635年 - 1685年　ヨハン・ハインリヒ（Johann Ludwig）
- 1685年 - 1718年　ヨハン・フィリップ（Johann Philipp）

イーゼンブルク＝ビューディンゲン・イン・ビルシュタイン伯
- 1685年 - 1711年　ヴィルヘルム・モーリッツ（Wilhelm Moritz）
- 1711年 - 1744年　ヴォルフガング・エルンスト1世（Wolfgang Ernst I.） - 1744年に侯爵（Fürst zu Isenburg und Büdingen）に陞爵

イーゼンブルク・ウント・ビューディンゲン・イン・ビルシュタイン侯
- 1744年 - 1754年　ヴォルフガング・エルンスト1世（Wolfgang Ernst I.）
- 1754年 - 1803年　ヴォルフガング・エルンスト2世（Wolfgang Ernst II.）
- 1803年 - 1820年　カール1世（Karl I. ）
- 1820年 - 1866年　ヴォルフガング・エルンスト3世（Wolfgang Ernst III.）
- 1866年 - 1899年　カール2世（Karl II.）
- 1899年 - 1918年　フランツ・ヨーゼフ（Franz Joseph） - 1913年にイーゼンブルク侯（Fürst von Isenburg）と改称

イーゼンブルク侯家家長
- 1918年 - 1939年　フランツ・ヨーゼフ（Franz Joseph）
- 1939年 - 1956年　フランツ・フェルディナント（Franz Ferdinand）
- 1956年 - 2018年  フランツ・アレクサンダー（Franz Alexander）
- 2018年 -         アレクサンダー（Alexander）

### イーゼンブルク＝ビューディンゲン家
イーゼンブルク＝ビューディンゲン伯

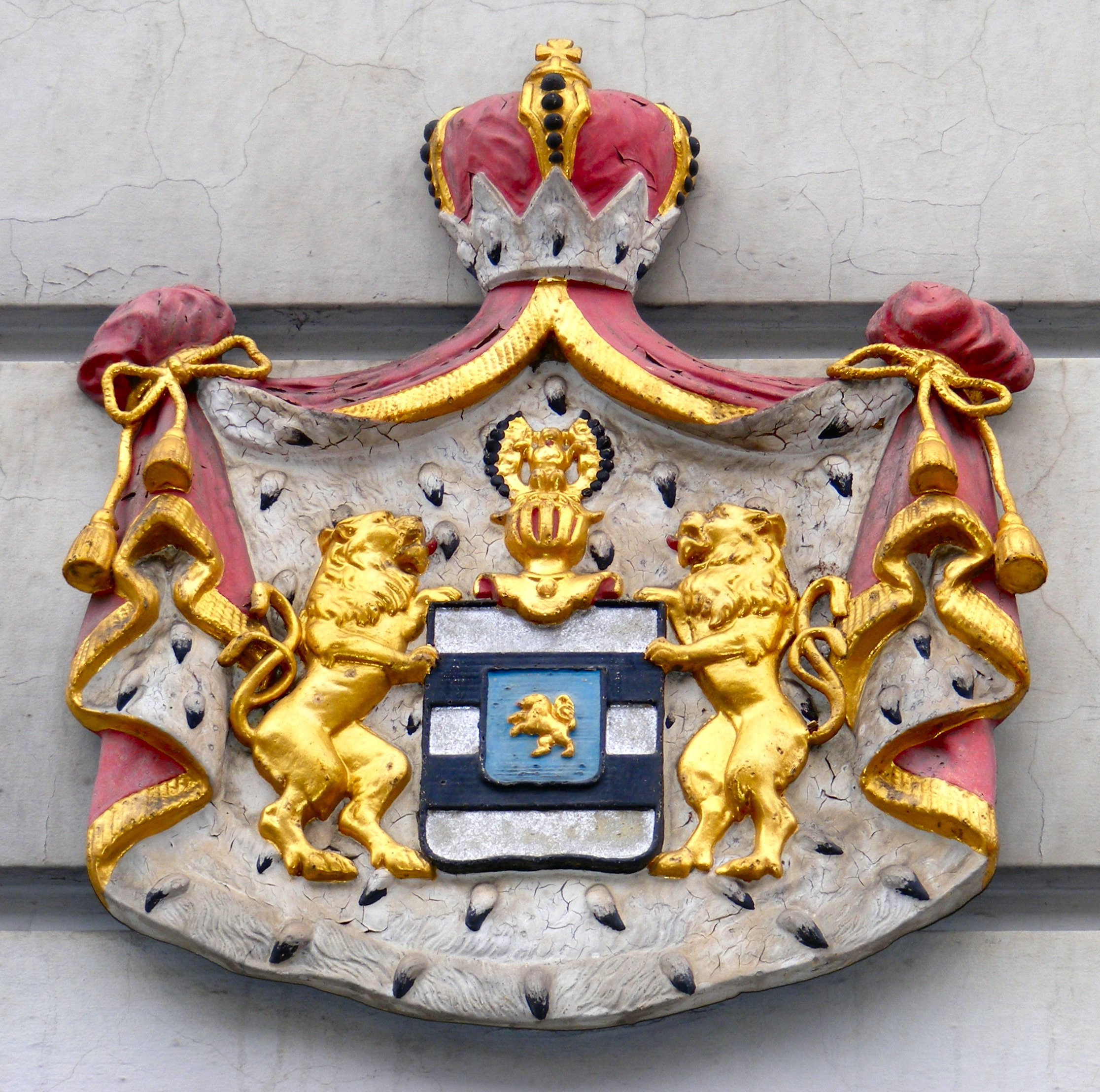
イーゼンブルク＝ビューディンゲン侯爵家の紋章

- 1633年 - 1673年　ヨハン・エルンスト1世（Johann Ernst I.）
- 1673年 - 1693年　ヨハン・カジミール（Johann Casimir）
- 1693年 - 1708年　ヨハン・エルンスト2世（Johann Ernst II.）
- 1708年 - 1749年　エルンスト・カジミール1世（Ernst Casimir I.）
- 1749年 - 1768年　グスタフ・フリードリヒ（Gustav Friedrich）
- 1768年 - 1775年　ルートヴィヒ・カジミール（Ludwig Casimir）
- 1775年 - 1801年　エルンスト・カジミール2世（Ernst Casimir II.）
- 1801年 - 1840年　エルンスト・カジミール3世/1世（Ernst Casimir III./I.） - 1840年に侯爵（Fürst zu Ysenburg und Büdingen）に陞爵

イーゼンブルク＝ビューディンゲン侯
- 1840年 - 1848年　エルンスト・カジミール1世（Ernst Casimir I.）
- 1848年 - 1861年　エルンスト・カジミール2世（Ernst Casimir II.）
- 1861年 - 1906年　ブルーノ（Bruno）
- 1908年 - 1918年　ヴォルフガング（Wolfgang）

イーゼンブルク＝ビューディンゲン侯家家長
- 1918年 - 1920年　ヴォルフガング（Wolfgang）
- 1920年　         アルフレート（Alfred） - 1920年に家督を放棄
- 1920年 - 1941年　カール・グスタフ（Carl Gustav） - 1936年、イーゼンブルク＝ヴェヒタースバッハ侯家家長オットー・フリードリヒと養子縁組
- 1941年 - 1990年　オットー・フリードリヒ（Otto Friedrich）
- 1990年 -         ヴォルフガング・エルンスト（Wolfgang Ernst）

## 一族の居城
| 城名                                             | 所在地                                             | 城主                                                       | 建設時期                                                         | 保存/所有の状況                                        | 写真 |
| ------------------------------------------------ | -------------------------------------------------- | ---------------------------------------------------------- | ---------------------------------------------------------------- | ------------------------------------------------------ | ---- |
| イーゼンブルク城 Stammburg Isenburg              | イーゼンブルク Isenburg                            | 名字の地                                                   | 1103年時点での存在が立証されている                               | 城址                                                   |      |
| コーベルン城 Niederburg Kobern                   | コーベルン＝ゴンドルフ Kobern-Gondorf              | イーゼンブルク＝コーベルン家 Isenburg-Kobern               | 12世紀中葉                                                       | 城址                                                   |      |
| グレンツァウ城 Burg Grenzau                      | ヘール＝グレンツハウゼン Höhr-Grenzhausen          | イーゼンブルク＝グレンツァウ家 Isenburg-Grenzau            | 1210年頃                                                         | 城址                                                   |      |
| アーレンフェルス城 Schloss Arenfels              | バート・ヘニンゲン Bad Hönningen                   | イーゼンブルク＝アーレンフェルス家 Isenburg-Arenfels       | 13世紀                                                           | 現存、1849年～1855年に大規模な改築を実施               |      |
| リンブルク城 Burg Limburg                        | リンブルク・アン・デア・ラーン Limburg an der Lahn | イーゼンブルク＝リンブルク家 Isenburg-Limburg              | 800年頃                                                          | 大部分が現存                                           |      |
| ビューディンゲン城 Schloss Büdingen              | ビューディンゲン Büdingen                          | イーゼンブルク＝ビューディンゲン家 Isenburg-Büdingen       | 12世紀                                                           | 現存、イーゼンブルク＝ビューディンゲン侯爵家の居城     |      |
| ロンネブルク城 Burg Ronneburg                    | ロンネブルク Ronneburg-de:Altwiedermus             | イーゼンブルク＝ロンネブルク家 Isenburg-Ronneburg          | 13世紀                                                           | 大部分が現存                                           |      |
| ビルシュタイン城 Schloss Birstein                | ビルシュタイン                                     | イーゼンブルク＝ビルシュタイン家 Isenburg-Birstein         | 12世紀、1517年より居住                                           | 現存、イーゼンブルク（＝ビルシュタイン）侯爵家の居城   |      |
| イーゼンブルク城 Isenburger Schloss in Offenbach | オッフェンバッハ                                   | イーゼンブルク＝オッフェンバッハ家 Isenburg-Offenbach      | 16世紀                                                           | オッフェンバッハ芸術造形大学が所有                     |      |
| メーアホルツ城 Schloss Meerholz                  | ゲルンハウゼン・メーアホルツ Gelnhausen-Meerholz   | イーゼンブルク＝メーアホルツ家 Isenburg-Meerholz           | 1555/64年                                                        | インナー・ミッション（福音派の宗教組織）経営の養護施設 |      |
| ヴェヒタースバッハ城 Schloss Wächtersbach        | ヴェヒタースバッハ Wächtersbach                    | イーゼンブルク＝ヴェヒタースバッハ家 Isenburg-Wächtersbach | 中世後期の濠のある城、1687年より居住                             | 個人が所有                                             |      |
| フィリップスアイヒ城 Schloss Philippseich        | ドライアイヒ・ゲッツェンハイン Dreieich-Götzenhain | イーゼンブルク＝フィリップスアイヒ家 Isenburg-Philippseich | 1675年に狩猟用城館として建設、1794年～1800年に現在の城として建築 | 個人が所有                                             |      |